# George Maciunas
George Maciunas, rodným jménem Jurgis Mačiūnas (8. listopadu 1931 – 9. května 1978) byl americký umělec litevského původu. Narodil se ve městě Kaunas do rodiny architekta a tanečnice. Rodina koncem druhé světové války z Litvy uprchla a usadila se v Německu, odkud v roce 1948 odjela do Spojených států amerických. Usadila se v New Yorku, kde George Maciunas studoval umění a architekturu na Cooper Union a později architekturu a muzikologii na univerzitě Carnegie Mellon v Pittsburghu. Následně studoval ještě historii umění na New York University. V roce 1960 založil hnutí Fluxus. V roce 1977 mu byla diagnostikována rakovina jater a pankreatu, které v květnu následujícího roku podlehl.